# Artophorion
Das Artophorion (griechisch: ἀρτοφόριον artophórion „Brotgefäß“) ist ein liturgisches Gerät in der Orthodoxen Kirche. Es hat sich aus der Form der Pyxis entwickelt und ist etwa seit der Jahrtausendwende nachweisbar. Das Artophorion dient dazu, die Eucharistie für die Krankenkommunion und die Präsanktifikatenliturgie aufzubewahren. Verschiedene Formen kommen vor, am häufigsten die einer Miniatur-Kirche. In dieser Form wird das Artophorion im slawischen Raum als „Zion“ oder „Jerusalem“ bezeichnet. Daneben gibt es Artophorien als Lade oder als Miniatur-Sarg sowie als Taube. Je nachdem steht das Artophorion auf dem Altar oder hängt (als Taube) darüber.
Beispiele
| Bild | Ort und Zeit                                                                | Museum                                        | Beschreibung |
| ---- | --------------------------------------------------------------------------- | --------------------------------------------- | --- |
|      | Antiochia am Orontes, um 970                                                | Aachener Domschatzkammer                      | Artophorion, sekundär als Reliquar genutzt. Das Kirchenmodell ist 39 cm hoch mit einer Seitenlänge von etwa 20 cm. Die Architektur ist der Heilig-Grab-Ädikula in Jerusalem nachempfunden.                   |
|      | Konstantinopel, 1059–1067                                                   | Rüstkammer des Moskauer Kremls                | Artophorion, sekundär als Demetrios-Reliquar genutzt. |
|      | Mariä-Entschlafens-Kathedrale (Moskau), 1486 (Replik)                       | Staatliches Historisches Museum, Moskau       | |
|      | Transsilvanische Werkstatt, um 1510                                         | Muzeul Național de Artă al României, Bukarest | |
|      | Dem Kloster Timios Prodromos (Johannes der Täufer) in Serres 1616 gestiftet | Benaki-Museum, Athen                          | 22 cm hohes Kirchenmodell, Silber vergoldet, Details mit weißem, blauem und grünem Email eingelegt. |
|      | Kloster Visoki Dečani, 1626                                                 | Nationales Historisches Museum (Bulgarien)    | Genaue Replik der Klosterkirche. Werkstatt Chiprovtsi. |
|      | Adrianopel, 1667                                                            | Benaki-Museum, Athen                          | Silberne Pyxide, Höhe mit Kreuz 15 cm, Durchmesser 12 cm. |
|      | Adrianopel (Ostthrazien), vor 1668                                          | Byzantinisches und Christliches Museum, Athen | Zylinderförmig, 71 cm hoch. Holz mit silbernen, vergoldeten Beschlägen verkleidet. Aus dem persönlichen Besitz des Metropoliten von Adrianopel Neophytos, ab 1668 Ökumenischer Patriarch von Konstantinopel. |
|      | Moldau, 1668/69                                                             | Muzeul Național de Artă al României, Bukarest | |
|      | Kloster der Panagia Ikosifinissa, Gemeinde Amfipoli, 18. Jahrhundert        | Nationales Historisches Museum (Bulgarien)    | |
|      | Walachische Werkstatt, 1784                                                 | Muzeul Național de Artă al României, Bukarest | Nachbildung der Kathedrale von Curtea de Argeș |
|      | 19. Jahrhundert                                                             | Benaki-Museum, Athen                          | 68 cm hohes Kirchenmodell. Silber teilvergoldet. |
|      | Georghe Anghelachi, Rumänien, 1884                                          | Ikonen-Museum Recklinghausen                  | 26 cm hoch, Messing. „Über dem Schrein mit der Lade ein Aufbau mit drei Kuppeln, die von ornamentierten Kreuzen gekrönt werden.“                                                                             |
|      | Fedor Mishukov, Russland, 1912                                              | Tretjakow-Galerie, Moskau                     | |